# Extra-legal Governance Institute
Extra-legal Governance Institute vid sociologiska institutionen, Oxfords universitet, är ett forskningsinstitut vars syfte är att studera organiserad brottslighet, korruption, informell konfliktlösning och maffiaorganisationer. 
Institutet leds av Federico Varese, Diego Gambetta och Heather Hamill. Gambetta och Varese är framträdande personligheter inom maffiaforskningen.